# 市鸟
市鸟是一个城市的代表鸟类。市鸟一般要能代表城市的形象。

## 中国大陆市鳥
北京市
- 市鸟－－雨燕

天津市
- 市鸟－－海鸥

福建省
- 厦门市市鸟——白鹭

广东省
- 广州市市鸟－－画眉
- 惠州市市鸟——画眉
- 珠海市市鸟－－海鸥

海南省
- 三亚市鸟－－黄嘴白鹭

云南省
- 昆明市鸟－－红嘴鸥

江苏省
- 南京市鸟－－画眉

山东省
- 济南市市鸟——白鹭
- 曲阜市市鸟－－鹭鸶

吉林省
吉林市市鸟——鸳鸯
安徽省
- 黄山市鸟－－红嘴相思鸟
- 合肥市市鸟——喜鹊

辽宁省
- 盘锦市鸟－－丹顶鹤

陕西省
- 汉中市市鸟——朱鹮
- 铜川市市鸟——画眉

黑龙江省
- 齐齐哈尔市市鸟－－啄木鸟
- 佳木斯市市鸟－－白鹳
- 伊春市市鸟－－啄木鸟

内蒙古自治区
- 赤峰市鸟——百灵鸟

## 臺灣市鸟
- 基隆市：黑鳶
- 臺北市：臺灣藍鵲
- 臺中市：白耳畫眉
- 臺南市：水雉

## 日本市鸟
- 岡山市：丹頂鶴
- 福岡市：红嘴鸥、草鵐
- 熊本市：大山雀